# Hilfield
Hilfield – osada w Anglii, w hrabstwie Dorset. Leży 18 km na północ od miasta Dorchester i 182 km na południowy zachód od Londynu.